# Fretterbach
Der Fretterbach ist ein fast 17 km langer, orografisch rechter Nebenfluss der Lenne im nordrhein-westfälischen Finnentrop.

## Name
In den ersten urkundlichen Nennungen wird der Bach als Vretere (1338 und 1387) bezeichnet. Die Etymologie ist unsicher. Möglicherweise besteht ein Zusammenhang mit dem mittelniederdeutschen Wort vratem für 'Dunst, Hauch'.

## Geographie

### Verlauf
Der Fretterbach entspringt dem Fretterspring, nordöstlich von Finnentrop-Fehrenbracht an der Südostflanke der Brachter Höhe (528 m ü. NN) auf einer Höhe von ca. 443 m ü. NN. Ab hier fließt der Bach vorrangig in südwestliche Richtung durch Fehrenbracht, Serkenrode, Fretter, Deutmecke und Frettermühle. Unterhalb von Frettermühle wendet sich der Fretterbach nach Nordwesten und passiert noch Müllen, bevor er nach Durchfließen von Lenhausen auf 224 m ü. NN rechtsseitig in die Lenne mündet.
Im Verlauf seines 16,7 km langen Weges hat der Fretterbach einen Höhenunterschied von 219 m, was einem mittleren Sohlgefälle von 13,1 ‰ entspricht. Er entwässert ein 44,772 km² großes Einzugsgebiet über Lenne, Ruhr und Rhein zur Nordsee.

### Zuflüsse
Von der Quelle zur Mündung. Daten nach dem Topographisches Informationsmanagement, Bezirksregierung Köln, Abteilung GEObasis NRW
- Mühlenschladebach (rechts), 0,5 km[5]
- Nügmecke (links), 1,7 km, 0,93 km²
- Hemkesiepen (rechts), 1,5 km,	0,80 km²
- Steckmecke (rechts), 0,7 km[5]
- Abendsiepen (rechts), 0,7 km[5]
- Immecke (rechts), 0,9 km[5]
- Freitsiepen (rechts), 0,2 km[5]
- Schöndelter Bach  (Leiermecke) (links), 4,8 km, 6,95 km²
- Giebelscheider Bach (rechts), 4,6 km, 5,20 km²
- Rickmecke (links), 1,0 km, 1,15 km²
- Bermecke (rechts), 4,2 km, 3,38 km²
- Koltermecke (rechts), 5,2 km,	3,97 km²
- Lettmecke (rechts), 2,1 km, 3,17 km²